# Peugeot 20Cup
La Peugeot 20Cup est un prototype concept car du constructeur automobile Peugeot, produit en deux exemplaires, et présenté au Salon automobile de Francfort en 2005,.

## Historique
En 2005, Peugeot annonce son retour au championnat du monde d'endurance, et présente ce concept car sportif, barquette mi automobile mi moto, inspiré des Peugeot Asphalte de 1996, et Peugeot Quark de 2004, qui préfigure les futures Peugeot 207 de 2006. La carrosserie est une structure monocoque biplace de 500 kg, en fibre de carbone, avec une face avant de Peugeot 207, et un arrière de moto (roue arrière type Formule 1 de 377 mm de large et 18 pouces de diamètre). 

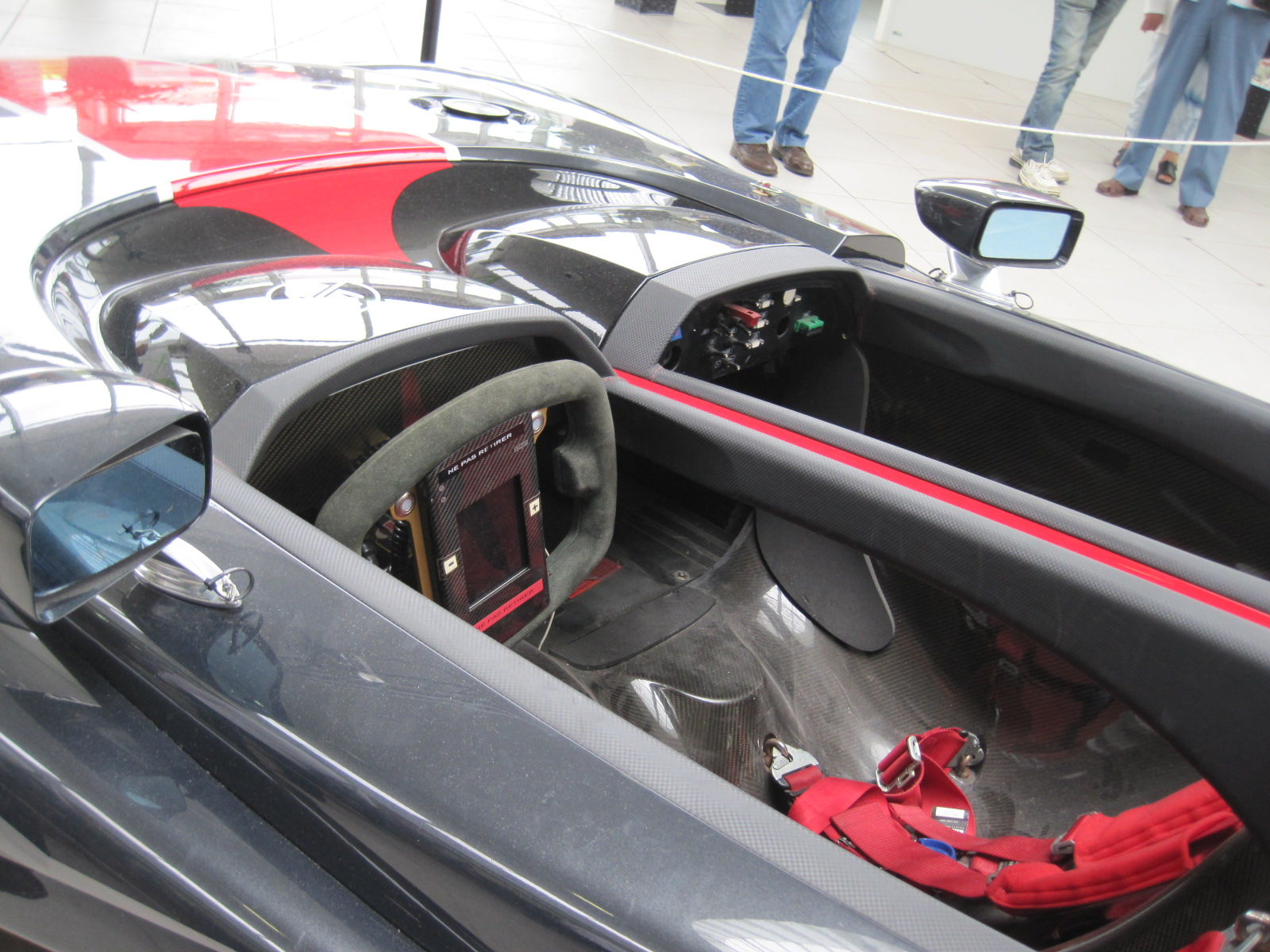
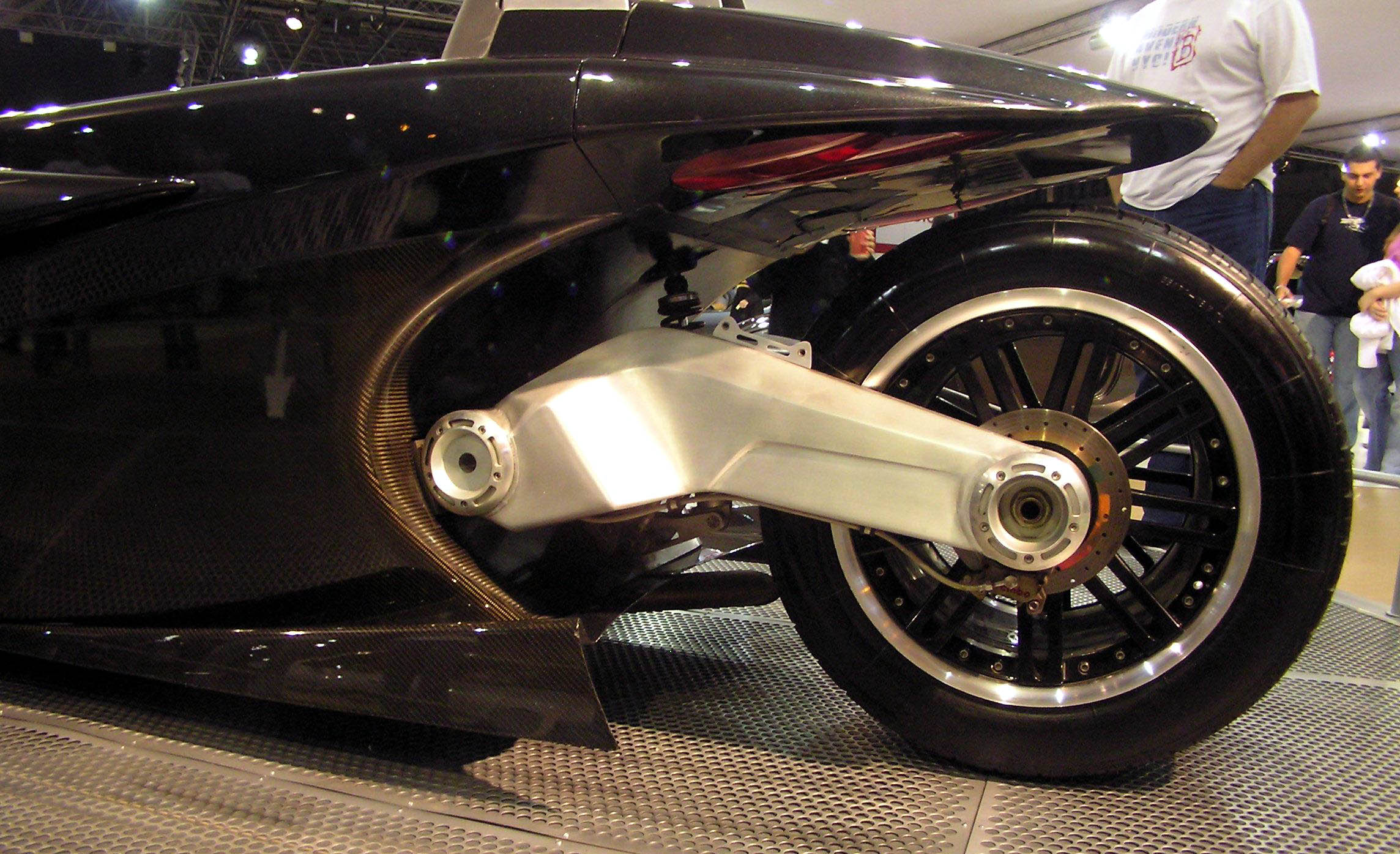
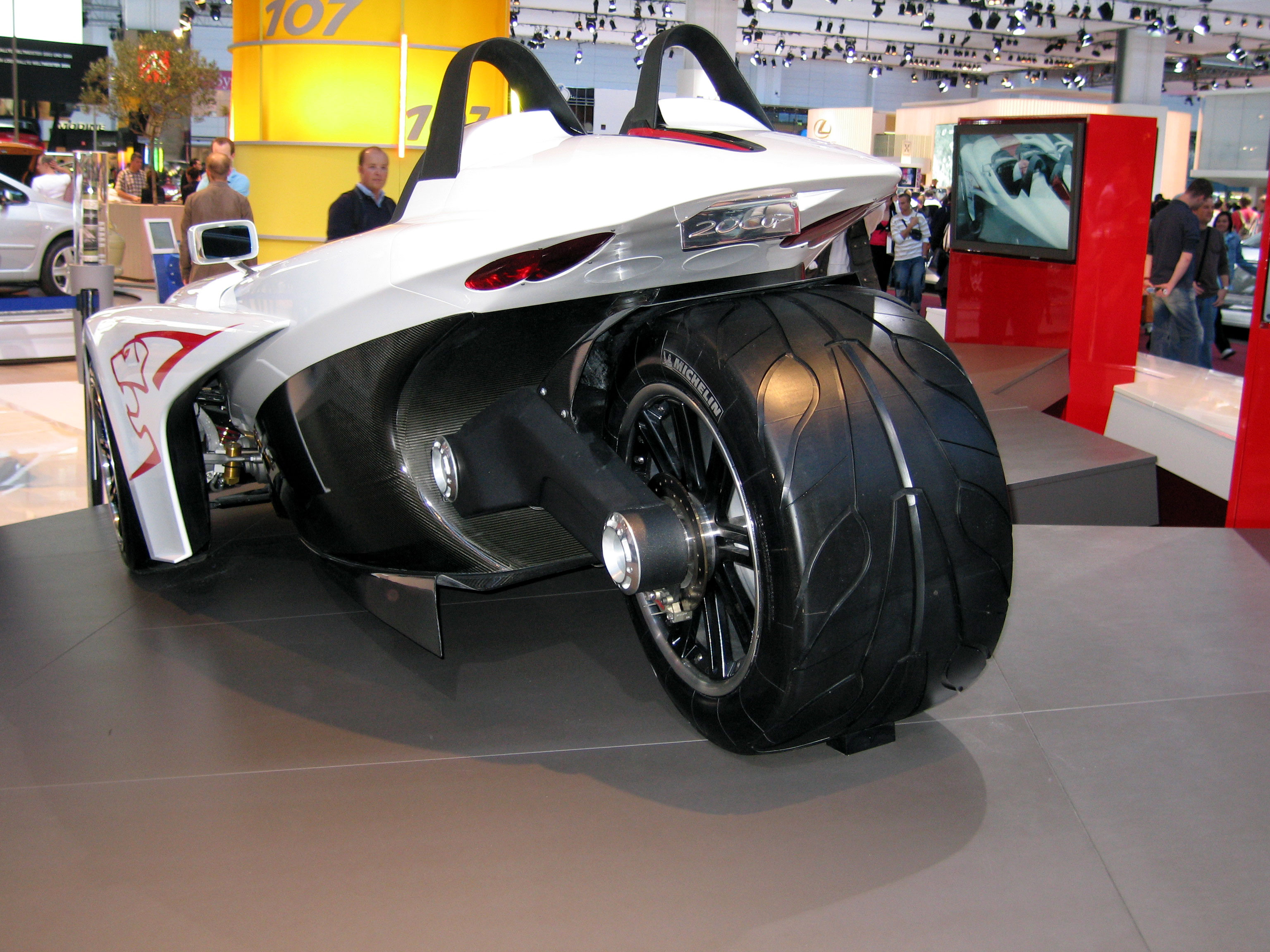

Un nouveau Moteur EP de Peugeot 207 Sport, issu de la coopération entre le groupe PSA et BMW, motorise ce concept car : quatre cylindres essence, 1,6 L, turbo injection directe, double arbre à cames en tête, 16 soupapes, de 170 ch, boîte de vitesses séquentielle à six rapports piloté par palettes au volant et écran tactile au centre du volant inspiré des Formule 1,.
Elle inspire les futures Peugeot Flux de 2007, et Peugeot EX1 de 2010...